# Nycterophaeta notatella
Nycterophaeta notatella är en fjärilsart som beskrevs av Augustus Radcliffe Grote 1882. Nycterophaeta notatella ingår i släktet Nycterophaeta och familjen nattflyn. Inga underarter finns listade i Catalogue of Life.